# 저림
저림(paresthesia)은 마비의 한 종류이다. 어떠한 원인으로 혈관내 혈류가 정체되면, 중추신경·말초신경에 장애가 발생하여 전기 충격을 주고 있는 것 같은 이상한 감각이 계속되는 등의 현상이 일어난다. 뇌질환 등의 병에 의한 것과, 굳어진 자세에서 발생하는 일시적인 것까지 여러 종류가 있다.

## 같이 보기
- 감각저하